# Fascist Legacy
Fascist Legacy ("L'eredità del fascismo") è un documentario in due parti sui crimini di guerra commessi dagli italiani durante la seconda guerra mondiale, realizzato dalla BBC e mandato in onda nei giorni 1 e 8 novembre 1989.

## Trama
La prima parte tratta dei crimini di guerra commessi durante l'invasione italiana dell'Etiopia e nel Regno di Jugoslavia. Viene messo in rilievo l'impiego dell'iprite, o gas mostarda, da parte del generale Pietro Badoglio, sui bombardamenti di ospedali della Croce Rossa e sulle rappresaglie dopo un attentato contro l'allora governatore italiano dell'Etiopia, Rodolfo Graziani. La sezione che esamina l'occupazione della Jugoslavia cita gli oltre 200 campi di prigionia italiani sparsi nei Balcani, in cui morirono 250.000 internati (600.000 secondo il governo jugoslavo), e si sofferma sulle testimonianze relative al campo di concentramento di Arbe (Rab in lingua serbo-croata) e sulle atrocità commesse nel villaggio croato di Podhum, presso Fiume.
La seconda parte tratta del periodo successivo alla capitolazione italiana nel 1943 e si rivolge principalmente all'ipocrisia mostrata tanto dagli USA quanto soprattutto dai britannici in questa fase della guerra. L'Etiopia, la Jugoslavia e la Grecia richiesero l'estradizione di 1.200 criminali di guerra italiani (i più attivamente ricercati furono Pietro Badoglio, Mario Roatta e Rodolfo Graziani), sugli atti dei quali fu fornita una completa documentazione. Entrambi i governi alleati videro però in Badoglio anche una garanzia per un dopoguerra anticomunista in Italia, e fecero del loro meglio per ritardare tali richieste fino al 1947 quando i trattati di Parigi restituirono la piena sovranità al paese. L'unico ufficiale italiano mai perseguito e condannato a morte da un tribunale britannico fu un antifascista, Nicola Bellomo, responsabile della morte di prigionieri di guerra britannici.
La voce narrante originale è di Michael Bryant. Il documentario è basato sul lavoro di ricerca di Michael Palumbo, storico statunitense il cui libro L'olocausto rimosso doveva essere pubblicato da Rizzoli editore nel 1992; venne deciso invece, subito dopo averla stampata, di mandare al macero l'intera tiratura. Tuttavia, da una copia evidentemente sopravvissuta, la casa editrice Alegre ha potuto ripubblicare il libro nel novembre 2024 sotto il titolo Le atrocità di Mussolini. Nel documentario vengono inoltre intervistati gli storici italiani Angelo Del Boca, Giorgio Rochat, Claudio Pavone e il britannico David Ellwood, terminando cinicamente con una citazione di Winston Churchill su the better tomorrow with a new world order ("un domani migliore in un nuovo ordine mondiale"). I diritti dell'opera, tradotta in lingua italiana dal regista Massimo Sani, furono acquistati dalla RAI nel 1991, ma il documentario non venne mai mandato in onda. L'emittente LA7, invece, trasmise degli ampi stralci di Fascist Legacy nel 2004 all'interno del programma Altra Storia. Proiezioni del documentario vengono organizzate in Italia da parte di gruppi di orientamento antifascista. Nel 2006 una versione integrale del documentario venne trasmessa da History Channel Italia. Dal 2013 il documentario è visibile in rete.